# Slušaj najglasnije!
Slušaj najglasnije! prva je nezavisna diskografska kuća u Hrvatskoj i bivšoj Jugoslaviji.

## Povijest
Osnivač joj je Zdenko Franjić koji je znao prepoznati talent mnogih mladih glazbenika te im izdati prve albume nakon čega su mnogi napredovali u karijeri (Majke, Satan Panonski, Spoons, Messerschmitt, The Bambi Molesters...). Izdavačka kuća djeluje u Zagrebu i do sada ima preko 200 izdanja.

## Vanjske poveznice
- Slušaj najglasnije! na Facebooku
- Slušaj najglasnije! na MySpaceu
- Mediafire „Slušaj najglasnije“ objavila je sva izdanja za besplatano preuzimanje na internetu